# Spanish Fly (álbum)
| Críticas profissionais | Críticas profissionais |
| Avaliações da crítica  | Avaliações da crítica  |
| Fonte                  | Avaliação              |
| ---------------------- | ---------------------- |
| allmusic               | link                   |
| Robert Christgau       | C+link                 |

Spanish Fly é o segundo álbum de estúdio do grupo Lisa Lisa & Cult Jam, lançado em 1987 pela gravadora Columbia.

## Desempenho nas paradas musicais
| Parada musical (1987)          | Melhor posição |
| ------------------------------ | -------------- |
| Canadá (RPM 100 Albums)        | 18             |
| Estados Unidos (Billboard 200) | 7              |
| Estados Unidos (R&B Albums)    | 7              |

## Certificações
| País                  | Certificação | Data                   | Vendas certificadas |
| --------------------- | ------------ | ---------------------- | ------------------- |
| Canadá - Music Canada | Ouro         | 30 de setembro de 1987 | 50.000              |
| Estados Unidos - RIAA | Platina      | 11 de agosto de 1987   | 1.000.000           |